# Monte do Gozo

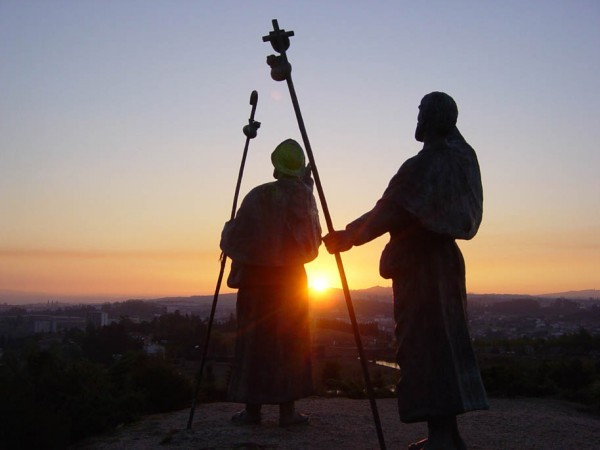
Estàtues de pelegrins.

El Monte do Gozo (Mont del Goig en gallec) és un turó situat a prop de la ciutat de Santiago de Compostel·la, dins del seu municipi, en el llogaret de San Marcos. S'anomena així pel sentiment de goig que desperta als pelegrins, ja que és el primer punt des del qual la gent que fa el Camí de Sant Jaume veu les torres de la catedral.

## Història
A l'edat mitjana hi havia al Monte do Gozo una capella, construïda per ordre de Diego Xelmírez el 1105, en la qual els pelegrins s'agenollaven en senyal d'agraïment per haver arribat fins allà. Des d'aquest punt molts dels pelegrins a cavall feien la resta del camí a peu, com Alfons XI, i altres acabaven la seva pelegrinació fins i tot descalços. La capella va ser abandonada al segle xvii.
El 1989 es van fer al turó grans obres per poder acollir allà la visita del papa Joan Pau II amb motiu de la multitudinària Jornada Mundial de la Joventut.
Actualment el Monte do Gozo disposa de grans instal·lacions per acollir pelegrins, que inclouen un alberg, restaurant, cafeteria, bugaderia, botiga, camp de futbol i un gran auditori descobert en el qual han actuat, entre d'altres, The Rolling Stones, Bruce Springsteen o Red Hot Chili Peppers, davant un públic de fins a 40.000 persones.